# Sidastrum quinquenervium
Sidastrum quinquenervium là một loài thực vật có hoa trong họ Cẩm quỳ. Loài này được (Duchass. ex Triana & Planch.) Baker f. miêu tả khoa học đầu tiên năm 1892.